# Лебрет, Юрий
Юрий Лебрет (эст. Jüri Lebret; 2 февраля 1967, Йыхви) — советский и эстонский футболист, выступавший на всех позициях в поле.

## Биография
В 1985 году выступал во второй лиге СССР за «Спорт» (Таллин). Затем до распада СССР играл в чемпионате Эстонской ССР среди КФК за таллинские «Звезду» и ТФМК.
С 1992 года играл в независимом чемпионате Эстонии за ТФМК (клуб в первой половине 1990-х носил названия «ФМФ-90» и «Николь»). В весеннем сезоне 1992 года стал бронзовым призёром чемпионата. В 1994 году перешёл в «Лантану» (Таллин) и провёл в клубе три сезона, становился чемпионом (1995/96, 1996/97), серебряным призёром чемпионата (1994/95), финалистом Кубка Эстонии (1994/95, 1996/97). Летом 1997 года вернулся в ТФМК, где выступал до 1999 года.
Всего в высшем дивизионе Эстонии сыграл 145 матчей и забил 16 голов (по другим данным — 155 матчей и 18 голов). В составе «Николь» и «Лантаны» участвовал в играх еврокубков. 20 августа 1996 года стал автором гола в матче Кубка УЕФА в ворота швейцарского «Арау».
С 1999 года выступал за клубы низших лиг Эстонии.